# پرابیا
پرابیا دهستانی در استان آستوریاس اسپانیا است.
در این دهستان ۹٬۲۴۵ نفر زندگی می‌کنند. مساحت این دهستان ۱۰۲٫۹۶ کیلومتر مربع است.